# 富士川丸
富士川丸（ふじがわまる）は、かつて東洋海運が運航していた貨物船。太平洋戦争では特設航空機運搬艦として運航された。

## 船歴

### 徴用まで
「富士川丸」は三菱重工業長崎造船所の建造所番号第721番船として建造された。1937年10月20日に起工し、1938年4月15日に進水。1938年7月1日に竣工した。船名は東洋海運所有船の「○○川丸」という命名慣例に沿っており、一級河川富士川から命名されている。船体は東洋汽船が建造し、後に同じ東洋海運に移籍した宇洋丸型貨物船の準姉妹船で、宇洋丸型とは深さが異なる。竣工後は北米航路の貨物船として就航していたが、1940年（昭和15年）12月9日に海軍に徴用された。

### 特設航空機運搬艦として
1940年（昭和15年）12月16日、「富士川丸」は舞鶴鎮守府所管の特設航空機運搬艦として入籍し、連合艦隊第十一航空艦隊第二十二航空戦隊に配属された。川崎重工業神戸造船所で艤装工事を行った「富士川丸」は中国方面で作戦行動を行った。1941年(昭和16年)7月1日、第三艦隊第十二航空戦隊所属となり、海南島・台湾方面で作戦行動に従事。12月10日に第二十二航空戦隊所属に戻された。以降は南方方面での輸送に従事。
1942年（昭和17年）8月20日、「富士川丸」は釧路港を出港。22日0605、北緯34度55分 東経140度12分 / 北緯34.917度 東経140.200度の地点で米潜水艦「ポンパーノ」から魚雷3本を発射されるも被害はなく、「ポンパーノ」に対し砲撃を行った。同日、「富士川丸」は木更津港に到着した。10月1日、連合艦隊第11航空艦隊に移籍。以降はサイパン、ラバウル方面での輸送に従事。
「富士川丸」は七五五空の基地物件を積んで12月17日に横須賀を出港し、12月26日にルオットに到着。以後、各地への輸送に従事した。
また、1942年12月24日に連合艦隊南東方面艦隊第十一航空戦隊附属となった。
1943年2月上旬、「富士川丸」は二〇一空の先発基地委員および基地物件をタロアからタラワへ輸送した。3月、内地へ帰還する二〇一空の輸送に従事。3月6日にルオットを発し、3月15日に木更津に着いた。
6月7日、「富士川丸」は第3607船団に加わって横浜港を出港し、トラックに向かう。10日、北緯24度55分 東経145度30分 / 北緯24.917度 東経145.500度の小笠原諸島近海で航行中に米潜水艦「フライングフィッシュ」に発見された。「フライングフィッシュ」は魚雷を3本発射し、「富士川丸」はこれを回避した。15日、船団はトラックに到着した。9月11日、「富士川丸」は第6113船団の一員としてクェゼリン環礁を出発し、トラックに向かった。船団には特務艦「知床」も所属していた。12日未明、北緯08度23分 東経165度12分 / 北緯8.383度 東経165.200度の地点で米潜水艦「パーミット」の雷撃を受けて中破したものの自力でルオット へ帰投した。「富士川丸」は同地で応急修理を受けた。21日、特設運送船「香取丸」(日之出汽船、1,920トン)に横付けされ、「香取丸」の2番砲及び3番砲の撤去作業を行った。23日、「香取丸」が離れる。11月24日、「富士川丸」は第6242船団に加わってルオットを出港。船団は31日にトラックに到着した。以降は沈没までトラックに滞留する。

### 特設運送船として・沈没とその後
1944年（昭和19年）1月1日、「富士川丸」は舞鶴鎮守府所管の特設運送船に類別変更され、舞鶴鎮守府部隊所属となった。2月17日、トラック島空襲（米軍名：ヘイルストーン作戦）で、「富士川丸」は艦載機による雷撃を受ける。魚雷は右舷4番船倉に命中し、6時頃に「富士川丸」はゆっくりと沈没した。機関室にいた兵士などは死亡している。
現在、「富士川丸」は夏島（デュブロン島）の南、水深42メートルの地点で正立状態で沈んでおり、ダイビングスポットとなっている。船倉内にはドラム缶や零式艦上戦闘機、九六式艦上戦闘機等がある。
1994年（平成6年）2月、トラック島空襲から50年が経過した記念として、「富士川丸」と「愛国丸」（大阪商船、10,437トン）の甲板上に記念碑が設置された。損傷がほとんどない状態で沈んだこと、1997年の映画『タイタニック』の撮影に使われたことから、トラックに沈む艦船の中では世界的に有名となっており、ダイバーにも人気となっている。
しかし、近年になって1番マストが根本から倒壊。2012年（平成24年）夏頃には現地住民のダイナマイト漁による影響で機関室天井が崩落。2015年（平成27年）4月にトラックを襲った台風4号の影響で、先端部が海上に突き出ていた4番マストが根本から倒壊するなど、徐々に朽ち果てつつある。

## 艦長
- 伊藤徳堯 大佐：1940年12月16日[9] - 1941年6月25日[10]
- 山県駿二 大佐：1941年6月25日[10] - 1941年9月11日[11]
- 近藤為次郎 大佐：1941年9月11日[11] - 1942年9月21日[12]
- 藍原有孝 大佐：1942年9月21日[12] - 1943年10月8日[13]
- 後藤傳治郎 大佐：1943年10月8日[13] -

## ギャラリー

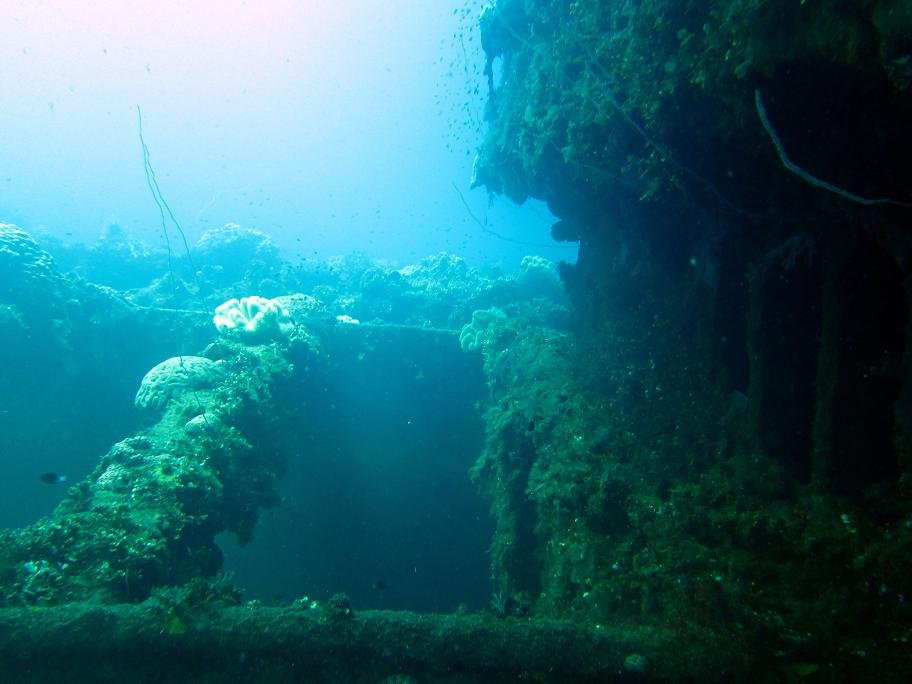
トラック環礁内に沈んでいる富士川丸
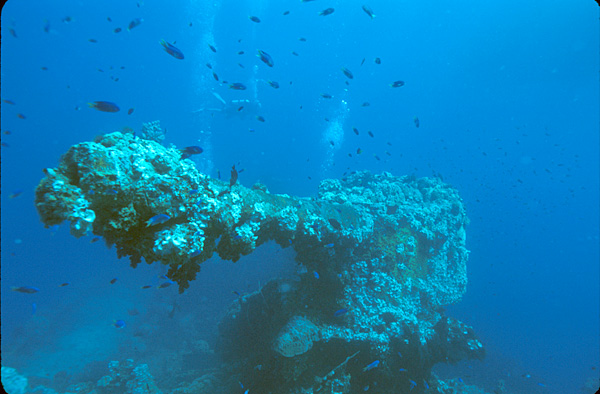
富士川丸の船首砲
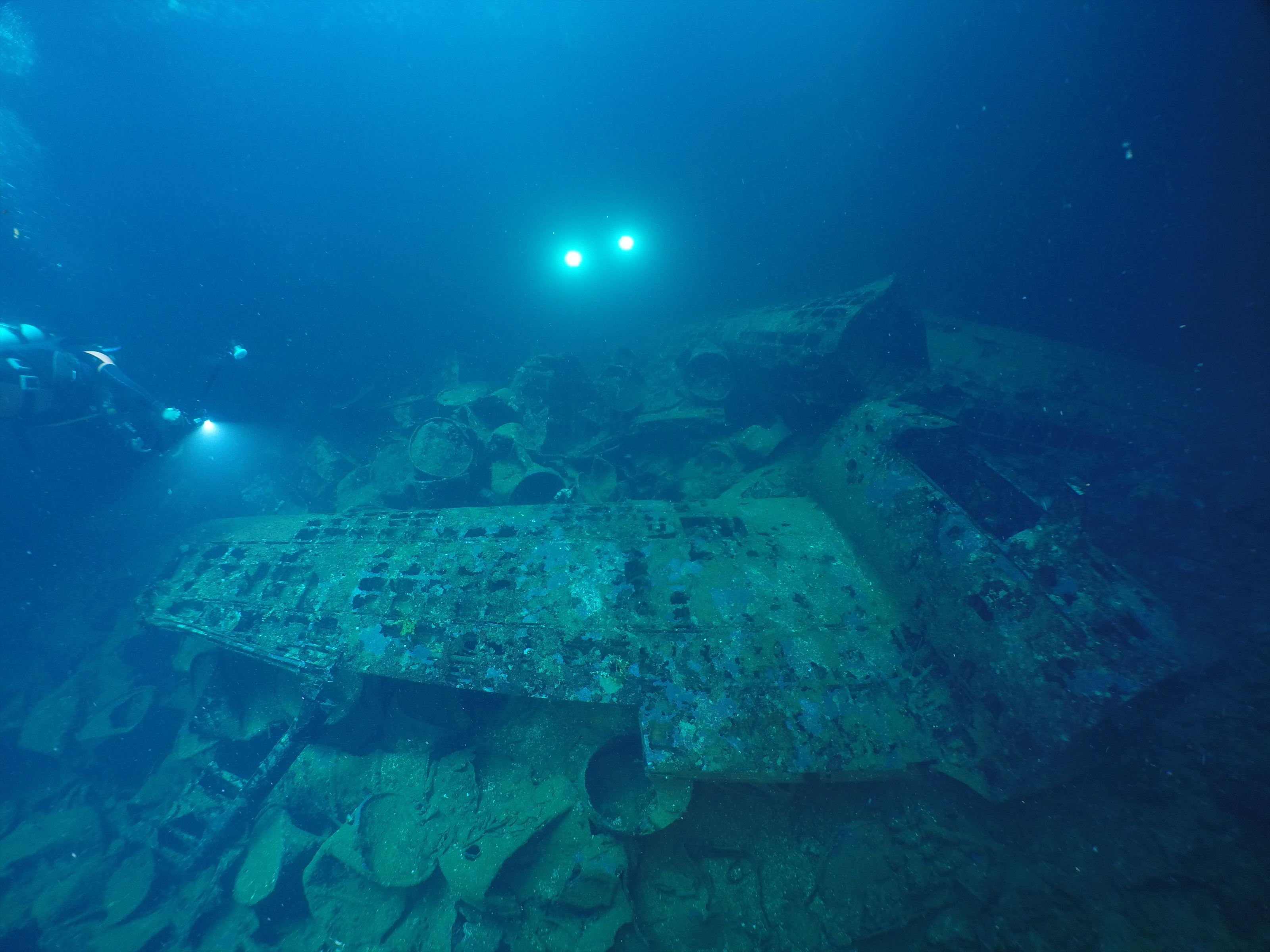
船倉にある零式艦上戦闘機
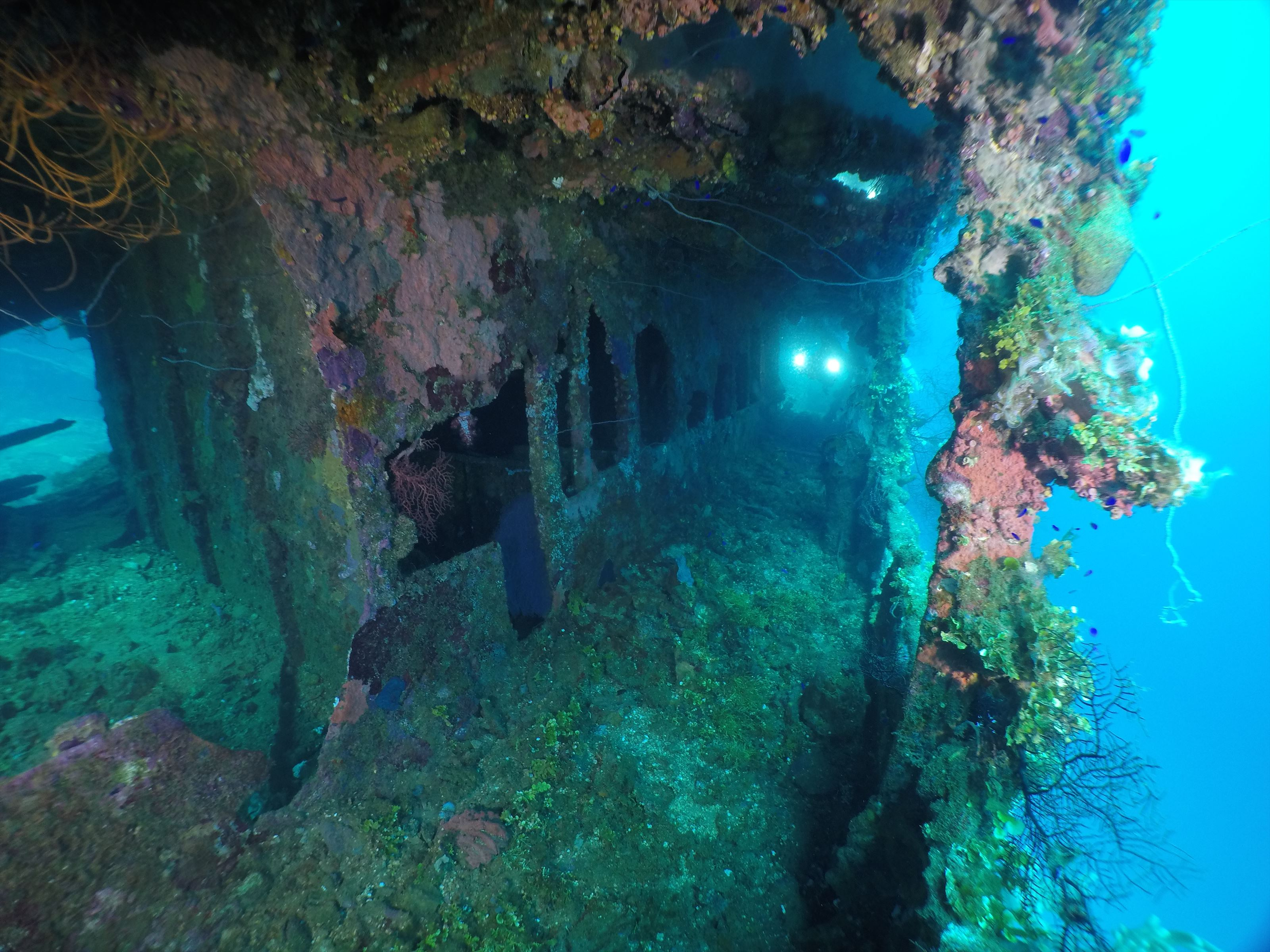
デッキの通路部分
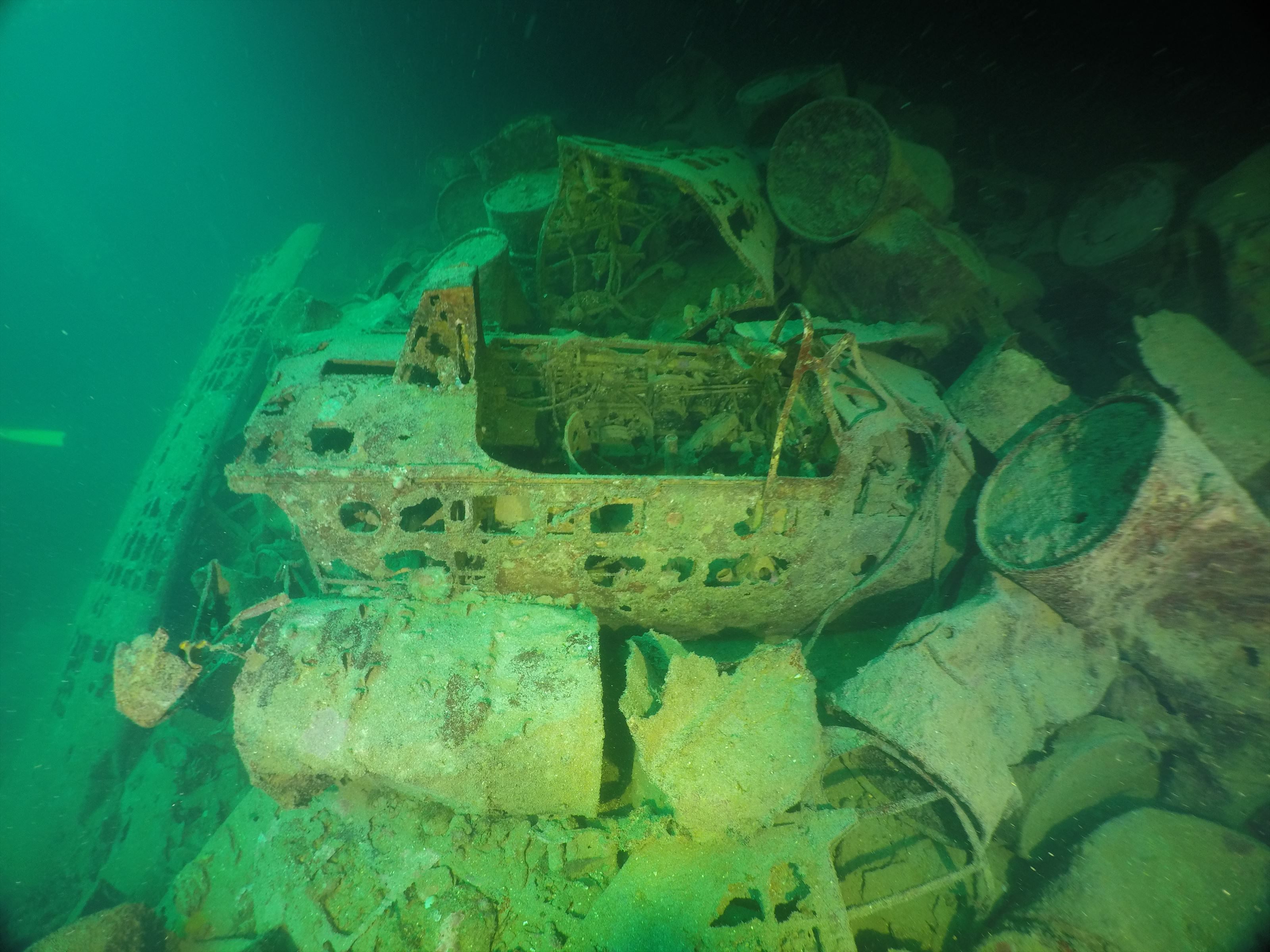
零式艦上戦闘機の操縦席
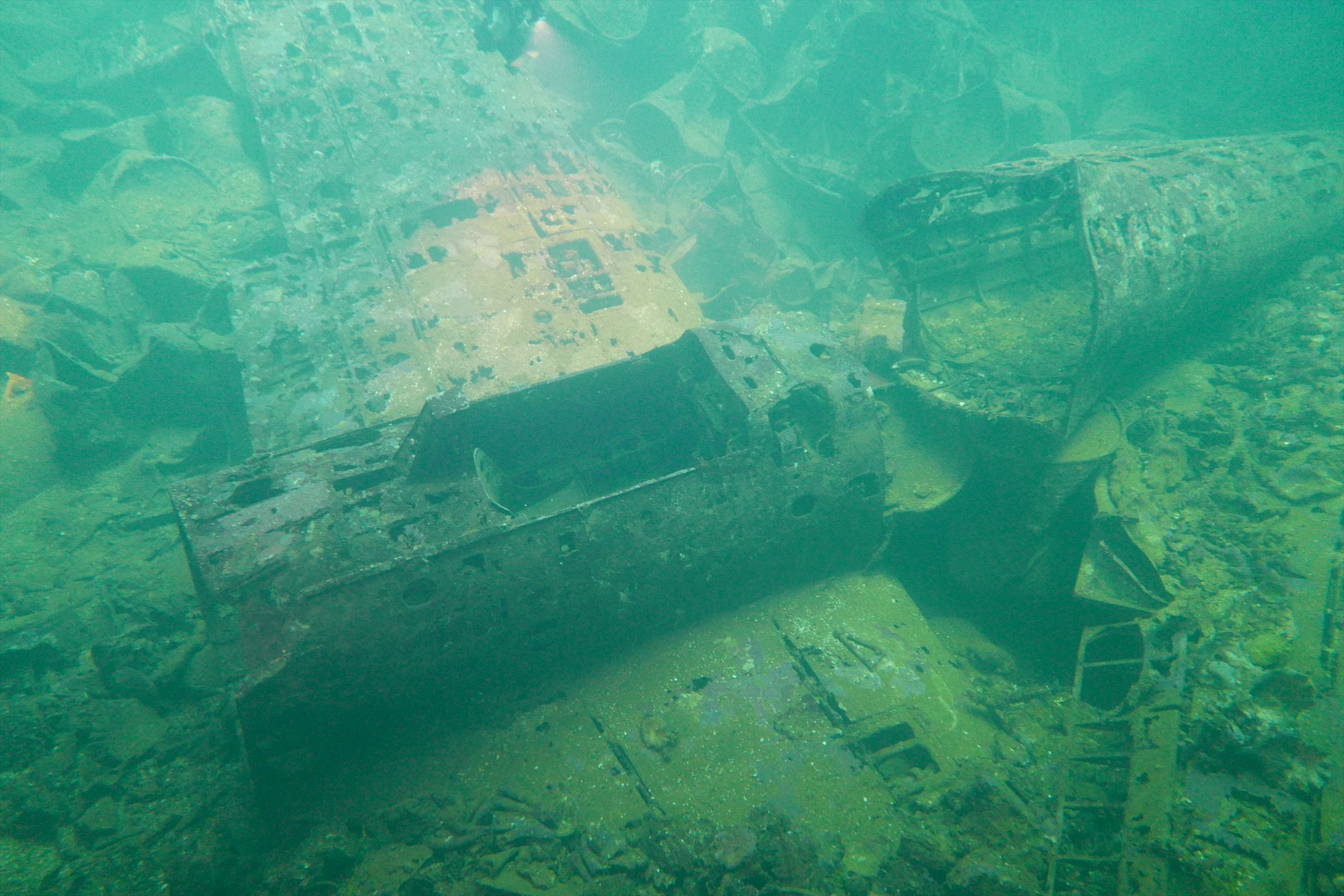
零式艦上戦闘機の操縦席と翼
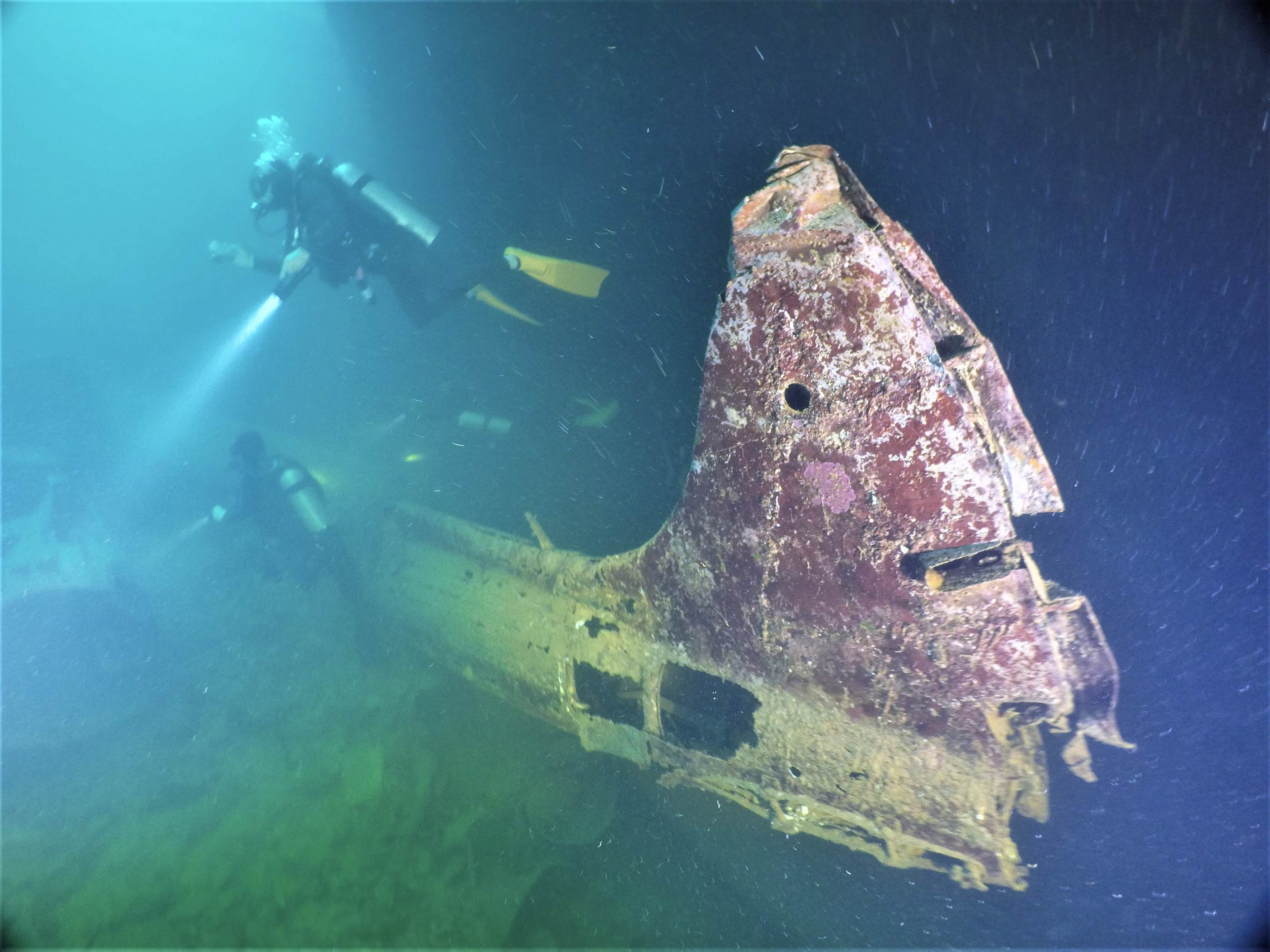
船倉にある九六式艦上戦闘機